# Патара-Самсарі
Патара-Самсарі (груз. პატარა სამსარი) — село в Грузії.
За даними перепису населення 2014 року в селі проживає 365 осіб.